# Cazaux-Fréchet-Anéran-Camors
Cazaux-Fréchet-Anéran-Camors  es una población y comuna francesa, situada en la región de Mediodía-Pirineos, departamento de Altos Pirineos, en el distrito de Bagnères-de-Bigorre y cantón de Bordères-Louron.

## Demografía
| 73 | 64 | 57 | 48 | 35 | 44 | 42 |
| Para los censos de 1962 a 1999 la población legal corresponde a la población sin duplicidades (Fuente: INSEE [Consultar]) |    |    |    |    |    |    |